# Бардин, Николай Владимирович
Николай Владимирович Бардин (23 января 1976, Пермь) — российский хоккеист, нападающий.

## Карьера
Воспитанник пермского хоккея. Начал профессиональную карьеру в 1993 году в составе клуба «Молот-Прикамье». В сезоне 1994/95 также выступал в Высшей лиге в составе краснокамского ХК «Россия» и соликамского клуба «Прогресс». В 2000 году стал игроком нижнекамского «Нефтехимика». В период с 2000 по 2005 год дважды возвращался в родной клуб, в 2006 году подписал контракт с череповецкой «Северсталью». За 5 лет выступлений в Череповце провёл 257 матчей, в которых набрал 116 (38+78) очков. 5 июля 2011 года подписал контракт с ханты-мансийской «Югрой».
После не самого удачного для себя сезона в третий раз вернулся в «Молот-Прикамье».

## Статистика
| Легенда | Легенда                    | Легенда | Легенда                   | Легенда | Легенда    |
| ------- | -------------------------- | ------- | ------------------------- | ------- | ---------- |
| И       | Количество проведённых игр | Штр     | Штрафное время            | +/−     | Плюс-минус |
| Г       | Голы                       | П       | Голевые передачи          | О       | Очки       |
| -       | Статистика неизвестна      | —       | Статистика не учитывалась |         |            |

### Клубная карьера
- b В «Регулярном сезоне» учитывается статистика игрока совместно с Переходным турниром.